# Söréd
Söréd è un comune dell'Ungheria di 505 abitanti (dati 2001). È situato nella contea di Fejér.